# Đu (thị trấn)
Đu là thị trấn huyện lỵ của huyện Phú Lương, tỉnh Thái Nguyên, Việt Nam.
Thị trấn nằm tại trung tâm địa lý của huyện và kéo dài theo chiều bắc - nam, dọc theo quốc lộ 3.

## Địa lý
Thị trấn Đu nằm ở trung tâm huyện Phú Lương, có vị trí địa lý:
- Phía đông giáp các xã Động Đạt, Tức Tranh và Yên Lạc
- Phía tây giáp xã Động Đạt và xã Phấn Mễ
- Phía nam giáp thị trấn Giang Tiên
- Phía bắc giáp xã Động Đạt.

Thị trấn Đu có diện tích 15,65 km², dân số năm 2024 là 15.092 người, mật độ dân số đạt 964 người/km².
Hai nhánh chính của sông Đu hợp lưu với nhau tại thị trấn Đu.

## Lịch sử
Thị trấn Đu được thành lập vào ngày 3 tháng 6 năm 1993 theo Nghị định số 36-CP của Chính phủ trên cơ sở tách một phần diện tích và dân số của xã Động Đạt.
Ngày 13 tháng 12 năm 2013, Chính phủ ban hành Nghị quyết số 124/NQ-CP
. Theo đó, điều chỉnh 339,77 ha diện tích tự nhiên và 2.333 người của xã Động Đạt; 388,08 ha diện tích tự nhiên và 1.744 người của xã Phấn Mễ vào thị trấn Đu.
Sau khi điều chỉnh địa giới hành chính, thị trấn Đu có 940,75 ha diện tích tự nhiên và 8.583 người.
Năm 2024, sáp nhập 6,29 km² và 5.404 người của xã Phấn Mễ vào thị trấn Đu. Sau khi sáp nhập, thị trấn Đu có diện tích 15,65 km² và dân số là 15.092 người.